# Liste der Kulturdenkmale in Schnakenbek
In der Liste der Kulturdenkmale in Schnakenbek sind alle Kulturdenkmale der schleswig-holsteinischen Gemeinde Schnakenbek (Kreis Herzogtum Lauenburg) und ihrer Ortsteile aufgelistet (Stand: 10. März 2025).

## Legende
In den Spalten befinden sich folgende Informationen:
- Objekt-ID: die Nummer des Kulturdenkmales
- Lage: die Adresse des Kulturdenkmales und die geographischen Koordinaten. Kartenansicht, um Koordinaten zu setzen. In der Kartenansicht sind Kulturdenkmale ohne Koordinaten mit einem roten Marker dargestellt und können in der Karte gesetzt werden. Kulturdenkmale ohne Bild sind mit einem blauen Marker gekennzeichnet, Kulturdenkmale mit Bild mit einem grünen Marker.
- Offizielle Bezeichnung: Bezeichnung des Kulturdenkmales
- Beschreibung: die Beschreibung des Kulturdenkmales
- Bild: ein Bild des Kulturdenkmales

## Sachgesamtheiten
| Objekt-ID | Lage                                             | Offizielle Bezeichnung      | Beschreibung | Bild |
| --------- | ------------------------------------------------ | --------------------------- | --- | ---- |
| 35397     | Glüsinger Grund 1 (53° 22′ 41″ N, 10° 30′ 36″ O) | Gasthaus „Waldhaus Glüsing“ | Gasthaus "Waldhaus Glüsing"; ab 1901; historisches Ensemble bestehend aus dem ehemaligen Gasthaus mit Saalanbau und vorgelagerter Terrassenanlage - Begründung: geschichtlich, Kulturlandschaft prägend - Schutzumfang: Gasthaus "Waldhaus Glüsing", Saalbau, Gartenterrasse | BW   |
| 35409     | Sandkrug 15 (53° 22′ 54″ N, 10° 29′ 32″ O)       | Sandkrughof                 | Sandkrughof; nach 1912, um 1920, Bauherr Dr. jur. Bernhard Bleichröder; bestehend aus Wohnhaus mit Erweiterung 1975, Einfriedung mit Portal, Holzhaus, Backsteinhaus, Gartenpavillon und Garage auf parkartigem Elbgrundstück - Begründung: geschichtlich, künstlerisch, städtebaulich, Kulturlandschaft prägend - Schutzumfang: Landhaus mit Einfriedung mit Portal, Garage, Gartenpavillon, Holzhaus, Backsteinhaus | BW   |

## Bauliche Anlagen
| Objekt-ID      | Lage                                           | Offizielle Bezeichnung               | Beschreibung | Bild            |
| -------------- | ---------------------------------------------- | ------------------------------------ | --- | --------------- |
| 9092 Wikidata  | An der Schule (53° 23′ 1″ N, 10° 30′ 1″ O)     | Kapelle St. Johannes mit Ausstattung | Kapelle St. Johannes; 1855, Architekt vermutlich Carl August Wilhelm Lohmeyer; einschiffiger, backsteinsichtiger Saalbau in neogotischer Formensprache; mit Leichenhaus - Begründung: geschichtlich, künstlerisch, städtebaulich, Kulturlandschaft prägend - Schutzumfang: Kapelle St. Johannes mit Ausstattung, Leichenhaus - Denkmaltyp: Bauliche Anlage | Fotos hochladen |
| 6466 Wikidata  | Glüsinger Grund 1 (53° 22′ 4″ N, 10° 30′ 3″ O) | Gasthaus „Waldhaus Glüsing“          | Gasthaus "Waldhaus Glüsing"; 1901; zweigeschossiger, in der Formensprache des Historismus gestalteter Mauerwerksbau unter Mansarddach, Hauptfront mit turmartigem Mittelrisalit - Begründung: geschichtlich, Kulturlandschaft prägend - Schutzumfang: gesamtes Objekt - Denkmaltyp: Bauliche Anlage, Sachgesamtheit: Gasthaus "Waldhaus Glüsing" | Fotos hochladen |
| 26589 Wikidata | Sandkrug 1 (53° 22′ 47″ N, 10° 29′ 35″ O)      | Landhaus Coutinho                    | Gasthaus "Waldhaus Glüsing"; 1901; zweigeschossiger, in der Formensprache des Historismus gestalteter Mauerwerksbau unter Mansarddach, Hauptfront mit turmartigem Mittelrisalit; Alteintragung (Aktualisierung vorgesehen) - Begründung: Alteintragung (Aktualisierung vorgesehen) - Schutzumfang: Alteintragung (Aktualisierung vorgesehen) - Denkmaltyp: Bauliche Anlage | BW              |
| 26804 Wikidata | Sandkrug 1 (53° 22′ 48″ N, 10° 29′ 35″ O)      | ehem. Stallgebäude                   | Alteintragung (Aktualisierung vorgesehen) - Begründung: Alteintragung (Aktualisierung vorgesehen) - Schutzumfang: Alteintragung (Aktualisierung vorgesehen) - Denkmaltyp: Bauliche Anlage | BW              |
| 26803 Wikidata | Sandkrug 1 (53° 22′ 49″ N, 10° 29′ 36″ O)      | ehem. Reithalle                      | Alteintragung (Aktualisierung vorgesehen) - Begründung: Alteintragung (Aktualisierung vorgesehen) - Schutzumfang: Alteintragung (Aktualisierung vorgesehen) - Denkmaltyp: Bauliche Anlage | BW              |
| 35415          | Sandkrug 15 (53° 22′ 55″ N, 10° 29′ 33″ O)     | Landhaus                             | Sandkrughof; nach 1912, um 1920, Bauherr Dr. jur. Bernhard Bleichröder; eingeschossiges, mehrflügeliges Landhaus, Backstein, moderate Heimatschutzformen, ziegelgedecktes Vollwalmdach mit Zwerchhäusern; östlicher Saalanbau von 1975; hölzerner Garagenbau, Einfriedung mit Portal, Gartenpavillon - Begründung: geschichtlich, künstlerisch, Kulturlandschaft prägend - Schutzumfang: Landhaus, Einfriedung mit Portal, Garage, Gartenpavillon - Denkmaltyp: Bauliche Anlage, Sachgesamtheit: Sandkrughof | BW              |
| 35420          | Sandkrug 15 (53° 22′ 53″ N, 10° 29′ 34″ O)     | Holzhaus                             | Holzhaus; 1920er Jahre; Bauherr Dr. Jur. Bernhard Bleichröder, eingeschossiges Wohnhaus mit dunkler Holzverkleidung, weiße Sprossenfenster mit Fensterläden, pfannengedecktes ausgebautes Vollwalmdach mit Gauben - Begründung: geschichtlich, Kulturlandschaft prägend - Schutzumfang: gesamtes Objekt - Denkmaltyp: Bauliche Anlage, Sachgesamtheit: Sandkrughof | BW              |

## Gründenkmale
| Objekt-ID      | Lage                                      | Offizielle Bezeichnung | Beschreibung | Bild |
| -------------- | ----------------------------------------- | ---------------------- | --- | ---- |
| 26590 Wikidata | Sandkrug 1 (53° 22′ 46″ N, 10° 29′ 35″ O) | Landhausgarten         | Alteintragung (Aktualisierung vorgesehen) - Begründung: geschichtlich, künstlerisch, Kulturlandschaft prägend - Schutzumfang: gesamtes Objekt - Denkmaltyp: Gründenkmal | BW   |

## Quelle
- Liste der Kulturdenkmale in Schleswig-Holstein – Herzogtum Lauenburg (PDF)

- Karte mit allen Koordinaten:
- OSM |
- WikiMap